# Gonophaga
Gonophaga là một chi bướm đêm thuộc họ Geometridae.